# Agnès de Coucy
Pour les articles homonymes, voir Agnès de Coucy (homonymie).
Agnès de Coucy fille de Raoul Ier de Coucy et d'Alix II de Dreux. Elle est née vers 1175. Elle s'est mariée à Gilles Ier de Beaumetz. Elle a épousé en secondes noces Robert de Wavrin, seigneur de Lillers et sénéchal de Flandre. Elle est morte vers 1214.

## Histoire
Agnès de Coucy n'était pas encore mariée quand son père Raoul, seigneur de Coucy fit son testament, par lequel il lui légua la somme de mille six cents livres monnaie de l'Artois, à prendre sur les revenus ordinaires de Marle et de Crécy. Mais depuis elle épousa Gilles Ier de Beaumetz, Châtelain de Bapaume, avec lequel elle se trouve nommée en un titre de l'an mille deux cent quatorze.

## Généalogie
De son mariage avec Gilles Ier de Beaumetz naquirent quatre fils, et quelques filles :
- L'aîné des fils nommé Gilles succéda à son père en la seigneurie de Beaumetz, et en la châtellenie de Bapaume, et fut marié avec la fille de Jacques, seigneur de Bailleul dans le comté de Hainaut ;
- Le second dit Raoul épousa Ide, dame de Baudour, veuve de Baudoin de Walaincourt, et trépassa sans postérité ;
- Le troisième Thomas (1251-1263) fut le 58e Archevêque de Reims après Juhel de Mathefelon, successeur d'Henry de Dreux ;
- Et le quatrième appelé Robert suivit la cour de Pierre de Dreux dit Pierre Mauclerc, duc de Bretagne son cousin. À raison de quoi on lui donna le surnom de Bretagne.

Elle eut sept enfants de son second mariage avec Robert de Wavrin :
- Hellin, mort du vivant de son père ;
- Robert, chevalier, seigneur de Dranoutere, qui suivit en 1250 Louis IX, roi de France, dans sa croisade en Terre-Sainte ;
- Mahaut ;
- Isabelle, dite de Saint-Venant, décédée le 25 juillet 1267, mariée à Aubert de Margival ;
- Sibylle, mariée à Hugues d'Antoing ;
- Philippine, dite de Saint- Venant, mariée à Pierre de La Brosse ;
- Marie, abbesse de Pontrouart.

Extrait de "Histoire généalogique des maisons de Guines, d'Ardres, de Gand et de Coucy" - Paris 1631 - BNF.